# Plainview (Texas)
Plainview is een plaats (city) in de Amerikaanse staat Texas, en valt bestuurlijk gezien onder Hale County.

## Demografie
Bij de volkstelling in 2000 werd het aantal inwoners vastgesteld op 22.336.
In 2006 is het aantal inwoners door het United States Census Bureau geschat op 22.088, een daling van 248 (-1,1%).

## Geografie
Volgens het United States Census Bureau beslaat de plaats een oppervlakte van
35,7 km², geheel bestaande uit land. Plainview ligt op ongeveer 1026 m boven zeeniveau.

## Plaatsen in de nabije omgeving
De onderstaande figuur toont nabijgelegen plaatsen in een straal van 28 km rond Plainview.